# Acorus gramineus var. pusillus
Variété
Classification APG III (2009)
Acorus gramineus var. pusillus est une variété de plantes à fleurs de la famille des Acoraceae. C'est une plante de milieux humides, utilisée parfois improprement comme plante d'aquarium.

## Descriptions
Ses feuilles grêles aux rainures horizontales évoquent l'herbe, d'autant qu'elles sont rassemblées en touffes d'un vert intense.
Cependant, cette plante n'est pas adaptée au milieu subaquatique. Elle affectionne un substrat humide. Elle se développe donc très bien lorsqu'elle est enracinée dans un sol contenant suffisamment d'eau et lui fournissant les nutriments dont elle a besoin.
En revanche, si ses feuilles sont immergées, elle aurait plutôt tendance à péricliter, puis pourrir et enfin mourir : ses feuilles ne peuvent pas effectuer de photosynthèse convenablement une fois immergées et sur le long terme.

## Usages
Elle est très appréciée par les aquariophiles débutants et se trouve facilement dans le commerce du fait de son effet gazonnant.